# William Rieflin
William "Bill" Rieflin, född 30 september 1960 i Seattle, död 24 mars 2020 i Seattle, var en amerikansk musiker som har arbetat med bland annat Ministry, KMFDM, Pigface, R.E.M., Swans, King Crimson och många fler, då oftast som trummis.  Han är en av skaparna bakom indieskivmärket First World Music.

## Diskografi, solo
- 1999 – Birth of a Giant
- 1999 – The Repercussions of Angelic Behavior (med Robert Fripp och Trey Gunn)
- 2001 – Largo (med Chris Connelly)